# Pentaprion longimanus
Pentaprion longimanus är en fiskart som först beskrevs av Cantor, 1849.  Pentaprion longimanus ingår i släktet Pentaprion och familjen Gerreidae. Inga underarter finns listade i Catalogue of Life.